# Newlands (Nottinghamshire)
Newlands – dzielnica miasta Mansfield, w Anglii, w Nottinghamshire, w dystrykcie Mansfield. Leży 4,1 km od centrum miasta Mansfield, 21,8 km od miasta Nottingham i 196,6 km od Londynu. W 2011 roku dzielnica liczyła 3189 mieszkańców.